# 平成名物TV
平成名物TV（へいせいめいぶつテレビ）は、1989年2月から1991年9月にTBS他で放送されていた土曜深夜枠（日曜未明枠）のオムニバス深夜番組枠の俗称。日本で初めて「平成」をタイトルに入れた番組と言われている。
1988年4月から10ヶ月放送された『SUPER WEEKEND LIVE 土曜深夜族』をリニューアルする形で放送開始。この前身番組の第1部司会だった三宅裕司はそのまま「いかすバンド天国」の司会者として続投、中盤放送の「オフィスヒット」と後半部の「トンガリ編」もそのまま番組スタイルを継承してスタートした。

## 番組構成
ほぼ全編にわたって日比谷シャンテ地下1階のスタジオからの放送だった。第1部は番組終了時まで生放送、第3部は1990年3月まで生放送だった。第2部は第3部への準備のため、事前収録だった。
1991年4月13日から、旧第2部（番組中盤）が終了し、以後第1部と第2部のみとなった。

### 第1部
24:30（→24:40）〜27:00

#### お熱いのはお好き?&三宅裕司のいかすバンド天国
1989年2月11日〜1990年12月29日
1990年10月6日からの1クールは「イカ天」に一本化された。

#### 三宅裕司のえびぞり巨匠天国
1991年1月12日〜同年9月28日

### 第2部（1991年3月まで）
27:00〜27:30

#### オフィスヒット
1989年2月11日〜1990年3月31日
- 司会
  - 木村和久
  - 森口博子

#### IKE IKE CLUB
1990年4月14日〜1991年4月6日
- 司会
  - 木村和久（後に降板）
  - 森口博子→本田みずほ→蓮舫→藍田美豊

木村降板後は、藍田ほか2名の女性が司会を務める。また、パネラーとして後にT-BACKSの佐藤恵子なども出演していた。
この時間帯はVTRによる放送。前半と後半で同じスタジオを使っての生放送のため、この時間を使ってセットチェンジ及び観客の入れ替えをしていた。ただし、後半の生放送は1990年3月をもって終了している。

### 第3部（1991年3月まで）→第2 部（1991年4月から）
- 27:30〜29:09（〜29:04の時も有り。1989年2月11日〜1991年4月6日）
- 27:00〜28:59（1991年4月13日〜1991年9月28日）

#### トンガリ編
1989年2月11日〜1990年3月31日
前身番組「土曜深夜族」から引き続いて放送。
- 出演者
  - 翔
  - イクラちゃん
  - 及出泰(現YASU）
  - 一本木蛮
- 他
  - 1989年10月から1990年3月までの間に「出て来いお笑い君」という若手新人芸人がネタを披露する勝ち抜きコーナーがあり、その部分ではバカルディ、コロンボ、SHINGENの3組が5週勝ち抜きを達成し、チャンピオンに輝いた。

#### ヨタロー
【これ以降、後半部（3部）は事前収録となる】

1990年4月28日〜1991年4月6日 

各団体の若手落語家がチームを組み、大喜利やコントで得点を競う。メンバー全員でのリレー落語も演じられた。
- 司会者
  - 松尾貴史
  - 早坂あきよ
- 審査員
  - なぎら健壱
  - ヨネスケ
  - 団鬼六
  - 鈴木清順
  - OTO

　　　ゲスト審査員として出演落語家の師匠（立川談志・春風亭柳昇）や人気落語家・芸能人も出演している。
- 若手落語家　グループ名は、落語家としてそれぞれが所属する団体に由来している。
  - 芸協ルネッサンズ　（落語芸術協会 → 芸術 → Renaissance から）＊正式名称は「ルネッサン"ズ"」である。
    - 春風亭昇太
    - 春風亭柏枝（現：8代目春風亭柳橋）
    - 春風亭柳八（現：5代目春風亭柳好）
    - 三遊亭右左喜　ほか

  - 落協エシャレッツ   (落語協会 → 落協（らっきょう（略称））→  Échalote から）
    - 春風亭あさ市（現：五明樓玉の輔）
    - 三遊亭窓里
    - 橘家文吾（現：3代目橘家文蔵）

  - 円楽ヤングバンブーズ　（若竹（円楽党の寄席）→ young bamboo (直訳）から）
    - 三遊亭愛楽
    - 三遊亭優（現：三遊亭楽春）
    - 三遊亭好太郎

  - 立川ボーイズ  （談志 → 男子（だんし）→ boys）
    - 立川談春
    - 立川志らく
    - 朝寝坊のらく
- その他
  - ナポレオンズ
- ラフターズ
  - ボーダー（初代5週勝ち抜きチャンピオン）
  - インパクト（第2代5週勝ち抜きチャンピオン）
  - B-TOY'S（第3代5週勝ち抜きチャンピオン）
  - 墓地と基地（第4代5週勝ち抜きチャンピオン）
  - KEETONS（第5代5週勝ち抜きチャンピオン）
  - 幻楽団（第6代5週勝ち抜きチャンピオン）
  - きらわれパンチアウト（第7代5週勝ち抜きチャンピオン）
  - 潜在意識（第8代5週勝ち抜きチャンピオン)
- 主なコーナー
  - 真夜中の大喜利ショー
  - めざせヨタローリーグ→めざせラフターズ、突撃ラフターズ勝ち抜き戦→ヨタロー杯争奪輝け!ラフターズ大賞

#### ますこっとたわー
1991年4月13日〜1992年3月28日（平成名物TV枠としては1991年9月28日まで）

## 番組ネット局
- TBSとCBCおよび注釈をいれてある局以外はすべて1989年10月からネット開始。またCBCは、1991年頃から水曜日深夜に4日遅れでネットする形式に切り替わった。

【すべてネット】
- 東京放送（現:TBSテレビ）（TBS）
- 静岡放送（SBS）
- 中部日本放送（現:CBCテレビ）（CBC）
- RKB毎日放送（RKB）

【1部のみネット】（放送期間の注釈については、後継枠となる星期六我家的電視も含む）
- 北海道放送（HBC）※1989年10月〜1992年3月28日は2・3部も同時ネットしていた。
- 東北放送（TBC）※1990年1月よりネット開始。2・3部も放送していた時期あり
- テレビユー山形（TUY）※イカ天ネット拡大記念スペシャルのみ放送し、1990年1月よりネット開始。
- テレビユー福島（TUF）
- チューリップテレビ（TUT）※1990年10月の開局から
- 信越放送（SBC）※1989年10月7日から[2]
- 山陽放送（現:RSK山陽放送）（RSK）※2・3部も放送していた時期あり
- 中国放送（RCC）
- テレビ高知（KUTV）※1990年頃から
- 熊本放送（RKK）
- 宮崎放送（MRT）

TBS系列であっても青森テレビ、IBC岩手放送、新潟放送、北陸放送、テレビ山梨、毎日放送（『板東英二のわがままミッドナイト』の放送に伴う）、山陰放送、テレビ山口、大分放送、南日本放送、琉球放送では放映されなかった。あいテレビは当番組放送当時、未開局だった。
また「えび天」中盤から遅れネットとなっていたCBCテレビでは最終回が放映されず、ひとつ前の放送回終盤で三宅裕司が、次回が最終回となる旨のコメントをしている場面に「この番組は今回をもちまして終了させていただきます」というお断りテロップが表示されて終了という、地元在住の視聴者にとっては理不尽極まりない終わり方をした。

## その他
- 2009年5月3日にNHK BS-1で放送された日めくりタイムトラベルでは、1989年（昭和64年・平成元年）を取り上げ、2月のコーナーではTBSの映像協力で当番組の第1回の冒頭部分の一部が放送されていた。
- 「ヨタロー」の名場面集と追加収録したコントなどを集めたVHSビデオ「平成名物テレビ　ヨタロー（1991年5月）」「平成名物テレビ　ヨタロー２(1991年12月）」が、ナイタイ出版から出ている。
- 「ヨタロー」に出演していた立川談春・立川志らく・春風亭昇太などが人気落語家となり、平成末期以降のTBSの番組に出演する際、若手時代の映像として、この番組に出演していた時のVTRが流されることが多い。
- 2021年5月23日、YouTubeで開催された「ネットde芸協らくごまつり～おんらいんでありんす」の企画として「甦れ芸協ルネッサンズ」を配信。落語芸術協会の会長・副会長・理事となった昇太・柳橋・柳好の三人が集合して30年ぶりにコントを再演、春風亭昇也に当時の思い出を語った[3]。

## 後継枠
- 星期六我家的電視 - 1991年10月5日開始。『ますこっとたわー』も引き続き放送。詳細は当該項を参照のこと。